# Meriola fasciata
Meriola fasciata là một loài nhện trong họ Trachelidae.
Loài này thuộc chi Meriola. Meriola fasciata được Cândido Firmino de Mello-Leitão miêu tả năm 1941.